# کری گاولر
کری گاولر (انگلیسی: Kerri Gowler؛ زادهٔ ۱۸ دسامبر ۱۹۹۳) قایقران روئینگ اهل نیوزیلند است.
وی در مسابقات کشوری و بین‌المللی در مجموع برندهٔ ۵ مدال طلا، ۲ مدال نقره شده‌است.